# Elymus smithii
Elymus smithii là một loài thực vật có hoa trong họ Hòa thảo. Loài này được (Rydb.) Gould mô tả khoa học đầu tiên năm 1947.

## Hình ảnh

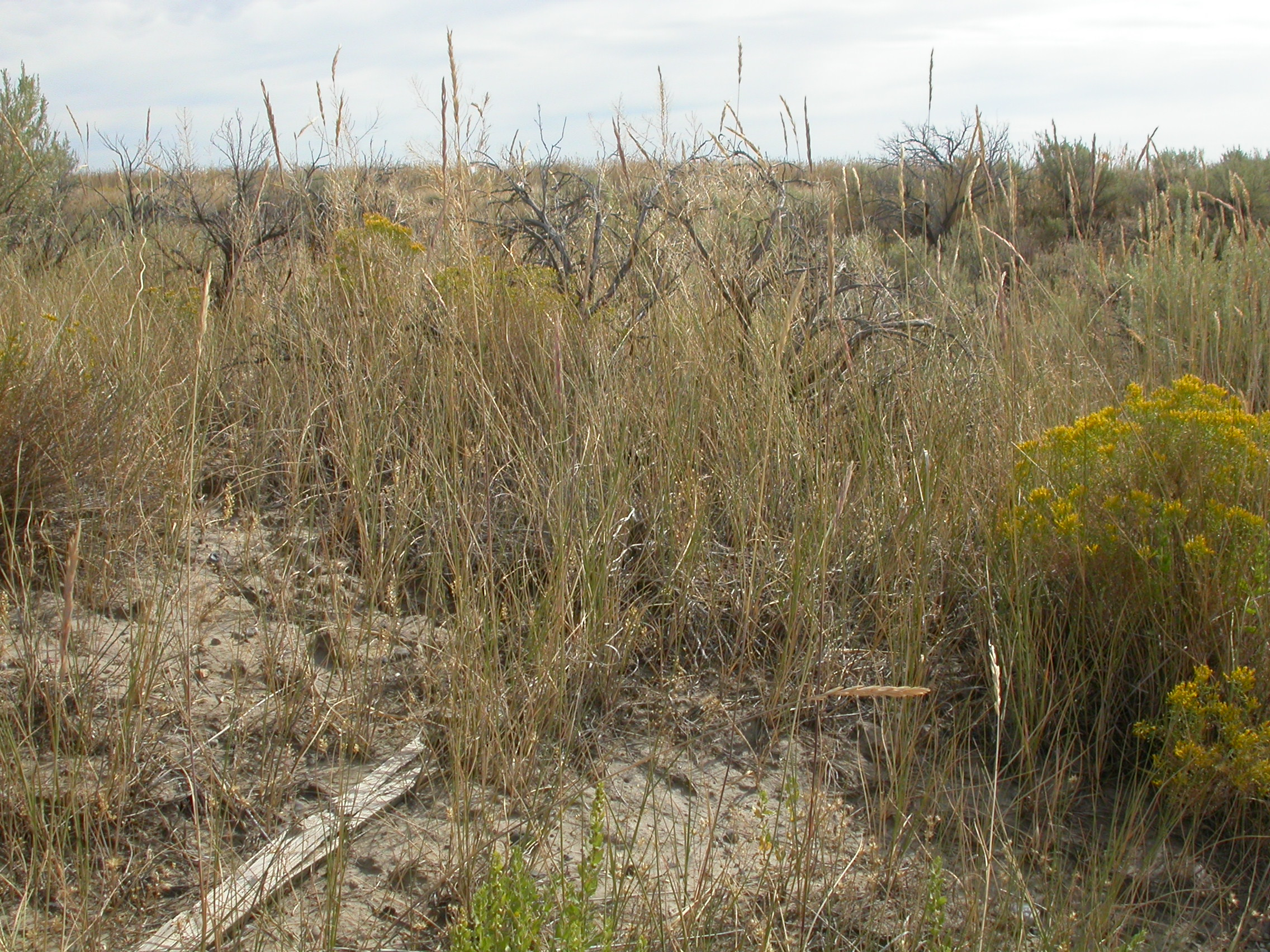
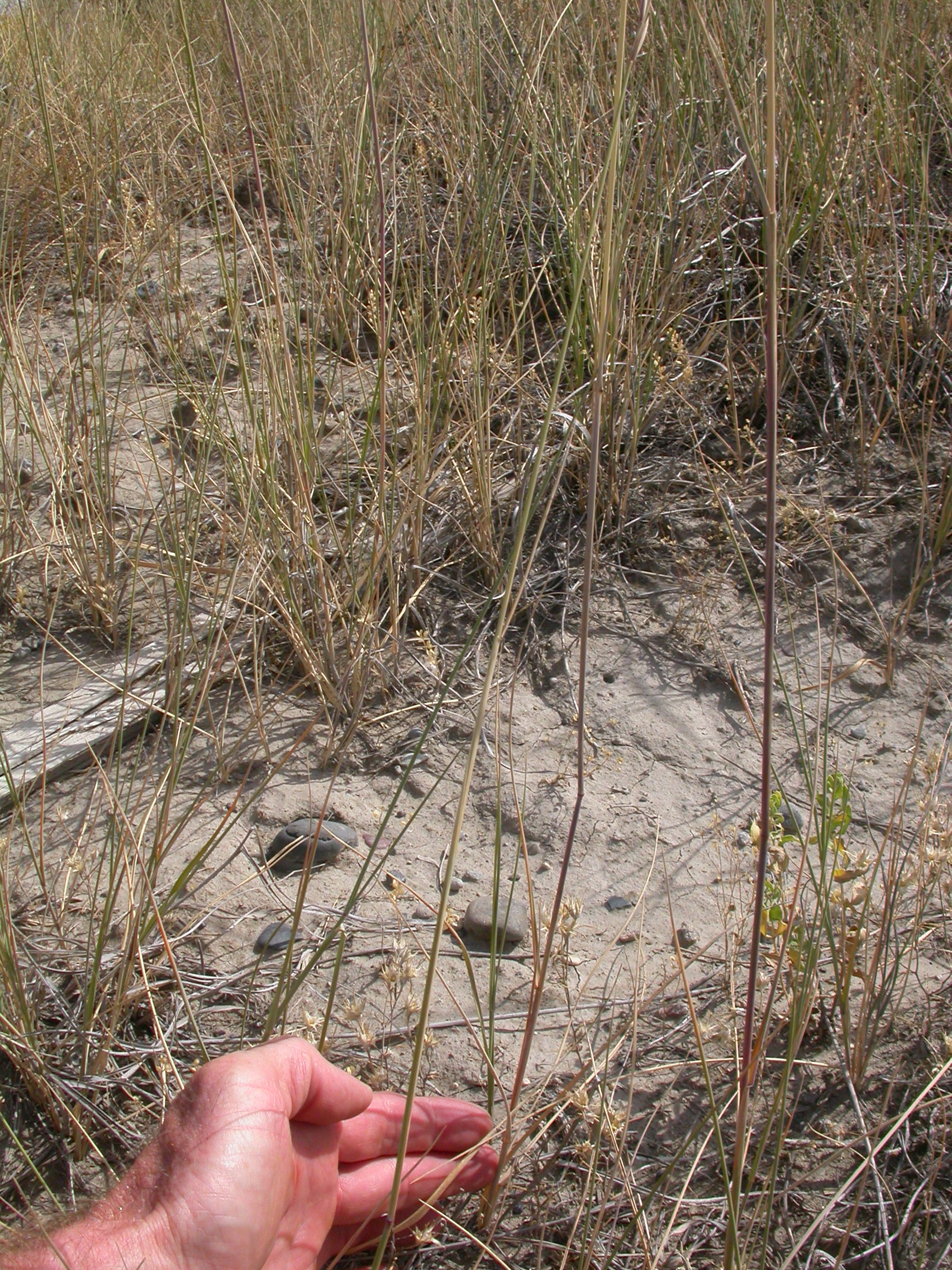
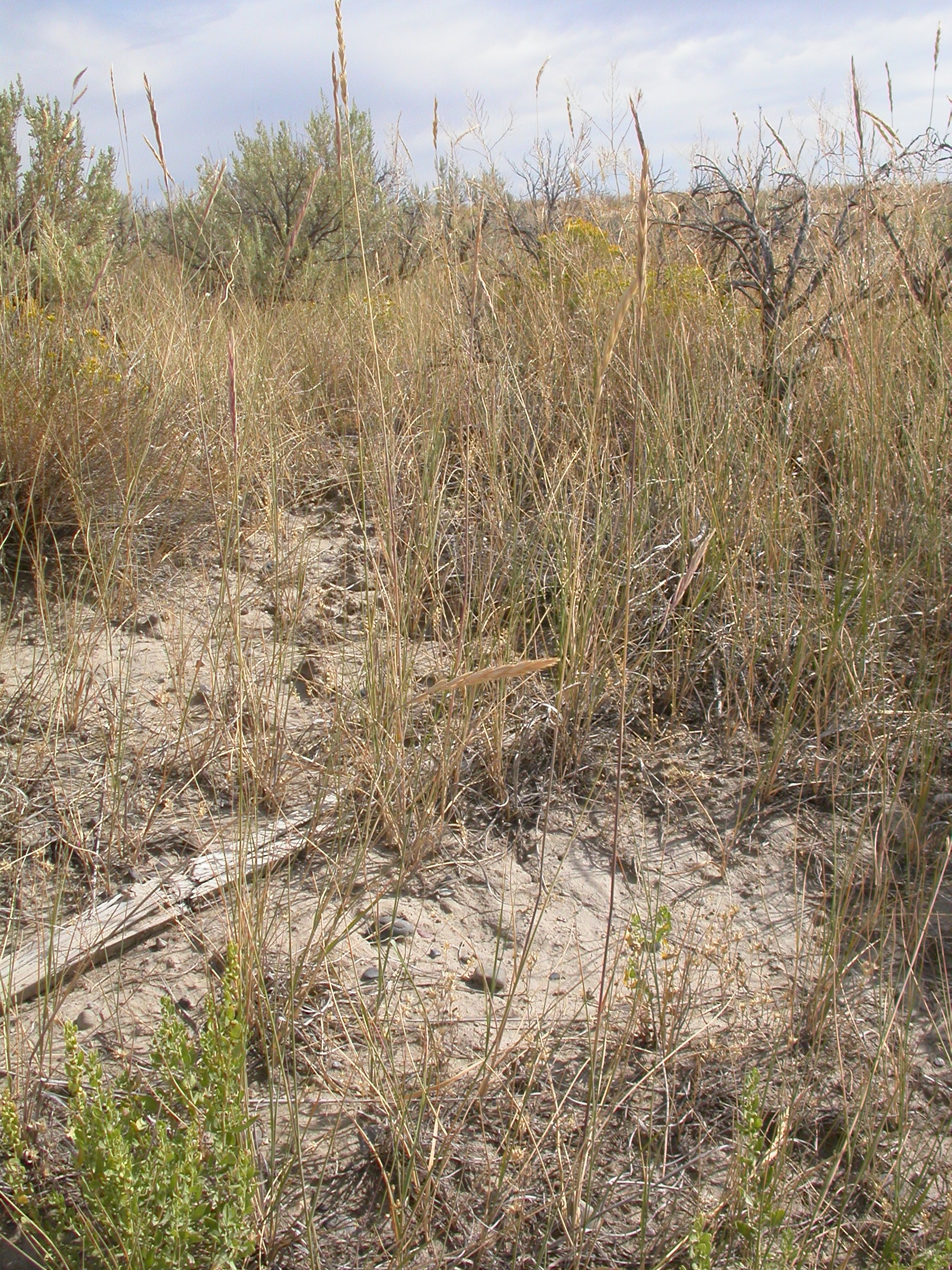
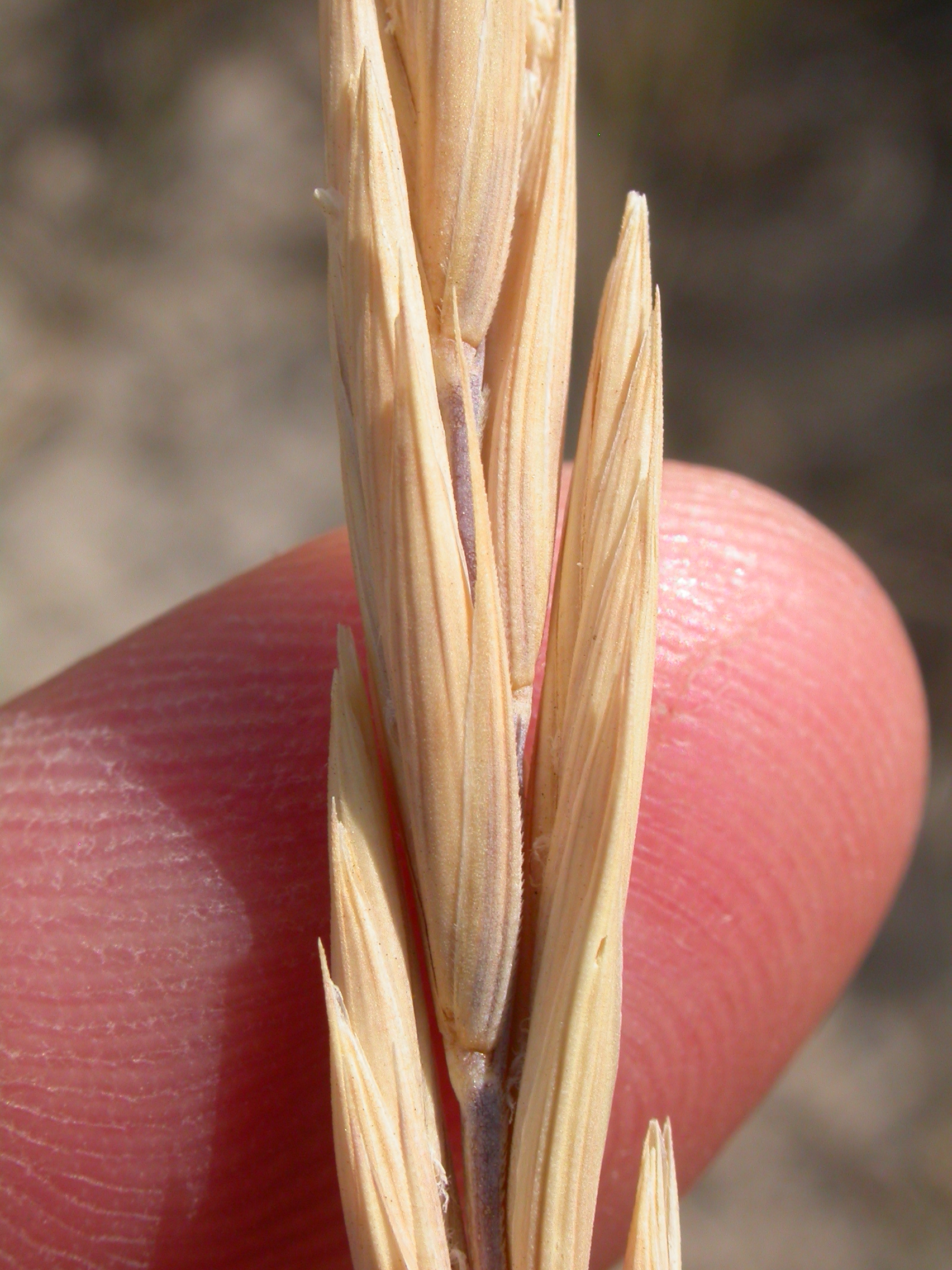